# Baumläuse
Die Baumläuse (Lachnidae), auch Rindenläuse oder Lachniden genannt, sind eine Familie der Pflanzenläuse (Sternorrhyncha) und gehören der Überfamilie der Blattläuse (Aphidoidea) an. Die meisten Vertreter dieser Familie gelten als Forstschädlinge, aber einige Arten sind für die Imkerei als Erzeuger von Honigtau, dem Ausgangsstoff des Waldhonigs, sehr wichtig.

## Merkmale
Die Merkmale der Baumläuse entsprechen den allgemeinen Merkmalen der Blattläuse. Es kommen Färbungen und Farbmuster im Bereich grün, hellgrau bis schwarz und braun vor. Einige Arten sondern weiße Wachsgespinste ab.

## Lebensweise
Baumläuse ernähren sich phytophag durch das Saugen von Pflanzensaft aus ihren Wirtspflanzen. Man findet sie an ein- oder mehrjährigen Trieben, z. B. an den jungen Nadelaustrieben (Maitrieben), aber auch an den bereits verholzten Bereichen der Nadelbäume. Sie stechen die Leitungsbahnen (Phloem) des Baums an und scheiden dabei die überschüssigen Mengen von Kohlenhydraten in Form von Honigtau ab. Dabei entsteht auch Melezitose, ein Dreifachzucker, der als Lockstoff für Ameisen wirkt.
Die geflügelten Tiere werden oft durch Wind weit verfrachtet und können so weiter entfernte Gebiete besiedeln. Die ungeflügelten Formen sind träge und bewegen sich langsam. Sie können auch nicht hüpfen und springen.

## Entwicklung
Die Baumläuse entwickeln sich während der Vegetationszeit in einer je nach Art fest vorgegebenen Generationsfolge mit sowohl geschlechtlicher Vermehrung und Eiablage als auch Jungfernzeugung (Parthenogenese) und Lebendgeburt. Dabei kommen sowohl geflügelte als auch ungeflügelte Formen vor. Die ersteren dienen der Verbreitung und dem Wirtswechsel, die anderen der Massenvermehrung. Bis auf wenige Ausnahmen sind Baumläuse monözisch, d. h., sie leben ausschließlich auf einem Wirtspflanzentyp. Die Generationsfolge beginnt mit im Herbst gelegten Eiern, deren Larven nach einer Überwinterung zeitig im Frühjahr schlüpfen.
Die Reproduktionsrate der Baumläuse ist je nach Art sehr unterschiedlich, z. B. bei der Cinara pilicornis recht hoch und bei der Cinara pectinatae relativ niedrig.

## Nutzen und Schadwirkung
Einige Arten können an ihren Wirtsbäumen große Schäden verursachen. So führt z. B. die Massenvermehrung der Cinara pini an jungen Kiefern zu Wachstumsstörungen.
Andere Arten dagegen führen durch das Absondern von zuckerhaltigem Honigtau nur zu einer relativ harmlosen Rußtaubildung, dafür aber bei einer entsprechend starken Massenvermehrung, die allerdings von vielen Faktoren abhängig ist und nicht jedes Jahr auftritt, zu sehr guten Erträgen von Waldhonig. Hierzu wird von den Imkern die Populationsentwicklung der Läuse beobachtet. Teilweise haben sich hierzu auch sogenannte Waldtrachtbeobachtungsgruppen gebildet. Ergänzend werden einzelne Bienenvölker im Wald an verschiedenen geeignet erscheinenden Plätzen auf einer Waage aufgestellt (sogenannte Waagvölker). Kommt es zu entsprechenden Gewichtszunahmen, dann wird aufgewandert, d. h., es wird eine größere Anzahl von Bienenvölkern dort hingebracht. Die Imkerverbände richten in dieser Zeit auch entsprechende telefonische Trachtmeldedienste ein, um für einzelne Gebiete entsprechende Ergebnisse bekanntzugeben.

## Namensgebung und Systematik
Sowohl die Namensgebung, als auch die Klassifikation (Taxonomie) ist bei den Pflanzenläusen nicht einheitlich. Bei der Namensgebung findet man im Bereich Biologie die deutsche Bezeichnung Baumläuse, dagegen in der imkerlichen Fachliteratur seit Jahrzehnten den Namen Rindenläuse.

### Gattungen und Arten (Auswahl)
- Cinara

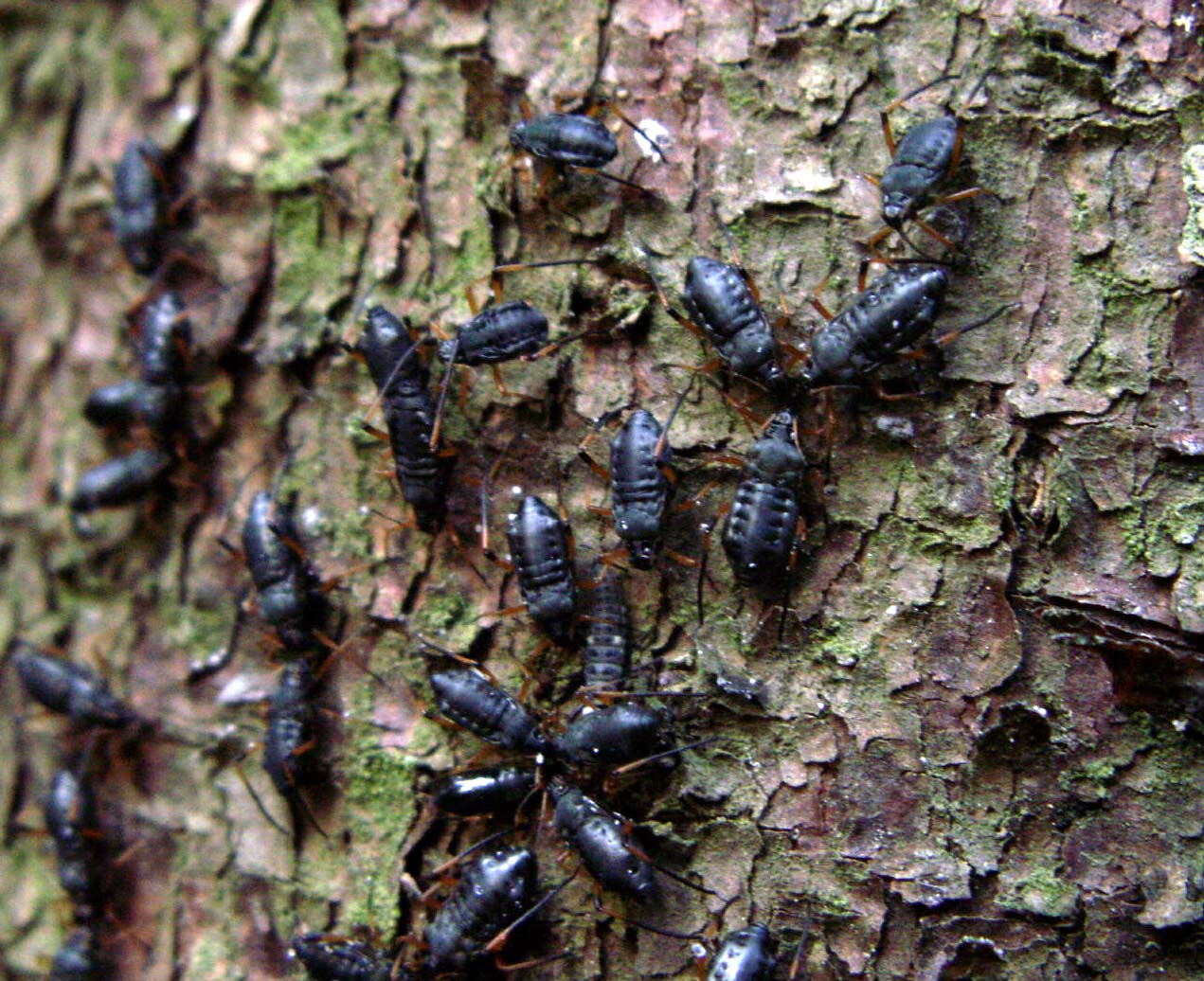
Eine Kolonie der Großen Schwarzen Fichtenrindenlaus am Stamm einer Fichte

  - Arven-Rindenlaus (Cinara cembrae)[2]
  - Coloradotannen-Rindenlaus (auch Mattschwarze Tannenrindenlaus, Cinara curvipes)[3][4][5]
  - Grüne Tannenhoniglaus (Cinara pectinatae) – Trachtquelle für Waldhonig
  - Große Braunschwarze Tannenrindenlaus (Cinara confinis)
  - Große Schwarze Fichtenrindenlaus (Cinara piceae) – Trachtquelle für Waldhonig
  - Kieferntrieblaus (Cinara pini L.) – Forstschädling
  - Rotbraune Bepuderte Fichtenrindenlaus (Cinara pilicornis)[6] – Trachtquelle für Waldhonig
- Essigella
- Eulachnus
- Lachnus
  - Eichenbaumlaus (Lachnus roboris)
- Longistigma
- Maculolachnus
- Nippolachnus
- Protrama
- Pterochloroides
- Schizolachnus
- Stomaphis
- Trama
- Tuberolachnus